# David Lammy
David Lindon Lammy (født 19. juli 1972 i Archway, London) er en britisk advokat og politiker fra Labour Party Han har været udenrigsminister i Storbritannien i Keir Starmers regering siden 5. juli 2024.

## Liv og karriere
David Lammy voksede op i Tottenham, en bydel i London, og gik på Downhills Primary School. Han studerede på School of Oriental and African Studies (SOAS) ved University of London og fik en eksamen i jura. I 1994 blev han udnævnt til advokat i England og Wales. Lammy fortsatte sine studier ved Harvard University, hvor han blev den første sorte brite, der kom ind på på Harvard Law School. Han fik en Master of Laws-grad i 1997.
David Lammy vandt et suppleringsvalg i Tottenham-valgkredsen den 22. juni 2000 - efter Bernie Grants død — og har været medlem af Underhuset lige siden. Han var det yngste medlem af Underhuset i tre år. Han er siden blevet genvalgt seks gange i sin valgkreds. Han var minister under Tony Blair og Gordon Brown, parlamentarisk understatssekretær i sundhedsministeriet fra 2002, kulturminister fra 2005 til 2007 og derefter minister for innovation, universiteter og kompetencer indtil 2010.
Siden 2019 har han været det parlamentsmedlem i Labour Party, der har tjent mest på grund af sine advokatsalærer. I 2020 blev han medlem af Keir Starmers skyggekabinet, først som skyggejustitsminister og skyggefinansminister, siden 2021 med ansvar for udenrigs-, Commonwealth- og udviklingsanliggender. Han deltog i Bilderberg-konferencerne i Washington (2022) og Lissabon (2023). I maj 2024 holdt han en tale på Hudson Institute, en konservativ tænketank i Washington.
Han var blandt de første kabinetnomineringer — sammen med Angela Rayner, Rachel Reeves og Yvette Cooper — den 5. juli 2024, efter at det konservative parti tabte valget og Keir Starmer blev udnævnt til premierminister.
Han har været gift med Nicola Green, som er portrætmaler, siden 2005. Parret har to sønner og en datter.

## Holdninger
Lammy anses for at være tilhænger af tæt samarbejde med USA.
Han er en markant modstander af Brexit. Den 23. juni 2018 deltog han i en People's Vote-demonstration, der krævede en ny afstemning om udtrædelsesteksten for at markere to-årsdagen for afstemningen.

## Hædersbevisninger
Han har været medlem af Privy Council siden 2008 og er Fellow i Royal Society of Arts.